# Circonscription de Delifagie
La circonscription de Delifagie est une des 8 circonscriptions législatives de l'État fédéré de l'Afar, elle se situe dans la Zone 5. Son représentant actuel est Doge Bidaru Seko.